# ATK (voetbalclub)
ATK, voorheen Atlético de Kolkata, was een voetbalclub uit India, die vanaf oktober 2014 uitkwam in de Indian Super League. De club werd driemaal landskampioen.

## Geschiedenis
In 2014 kocht Atlético Madrid samen met voormalig cricketspeler Sourav Ganguly en zakenmannen Harshavardhan Neotia, Sanjiv Goenka en Utsav Parekh voor een kleine drie miljoen euro de Indian Super League-franchise in Kolkata.
In het eerste seizoen Indian Super League werd de ploeg kampioen na de finale tegen Kerala Blasters FC. Ook in 2016 werd de titel gewonnen. De club was als Atlético de Kolkata tot en met het seizoen 2016 verbonden aan Atlético Madrid en speelde ook in dezelfde kleuren. Hierna werd de naam veranderd in ATK. Per 1 juni 2020 fuseerde ATK met Mohun Bagan tot ATK Mohun Bagan FC.

## Erelijst
- Indian Super League

2014, 2016, 2019/20

## Bekende (oud-)spelers
- Sameehg Doutie
- Borja Fernández
- Jordi Figueras
- Luis García Sanz
- Javi Hernández
- Iain Hume
- José Miguel González
- Robbie Keane
- Roy Krishna
- Manuel Lanzarote
- Javi Lara
- Cavin Lobo
- Jofre Mateu
- Arnab Mondal
- Sylvain Monsoreau
- Ofentse Nato
- Hélder Postiga
- Ryan Taylor
- Fikru Teferra
- Tiri
- Zequinha
- David Williams

## Bekende (oud-)trainers
- Robbie Keane